# دانيال دي توماسو
دانيال دي توماسو (مواليد 30 يناير 1984) ممثل كندي .
قبل التمثيل ، كان لديه مسيرة مهنية ناجحة كعارض أزياء دولي ، حيث أطلق حملات لمجموعة من العلامات التجارية ، بما في ذلك كريم الوجه أرماني وجورجيو أرماني ، وكريم Vichy للوجه ، و لوريال ، وعطر Azzaro وغيرها الكثير.
ولد دي توماسو ونشأ في مونتريال . حيث يتحدث الإنجليزية والفرنسية والإيطالية. 

## فيلموغرافيا
| عام                   | عنوان                         | وظيفة                                         | ملاحظات                                |
| --------------------- | ----------------------------- | --------------------------------------------- | -------------------------------------- |
| 2012                  | الجميلة والوحش                | زيك                                           | الحلقة 1.01 " Pilot "                  |
| 2013                  | ت. م. ا: تحقيقات مسرح الجريمة | سانتو                                         | الحلقة 13.20 " بلا خوف "               |
| 2013-2014             | السحرة من الطرف الشرقي        | كيليان جاردينر </br> بوبي </br> إدغار آلان بو | 23 حلقة </br> حلقة واحدة </br> 3 حلقات |
| 2015                  | كيف حصلت سارة على أجنحتها     | هانك                                          | فيلم                                   |
| 2016                  | <i id="mwZQ">جريم</i>         | مارك نيلسون                                   | الحلقة 5.15 " المؤمن "                 |
| 2016                  | الدم دم                       | طاقم                                          | فيلم                                   |
| 2016                  | خالدة                         | نوح                                           | الحلقات                                |
| 2016                  | ثورة البنات الطيبة            | تشاد                                          | الحلقات                                |
| 2016-2018             | الجرائم الكبرى                | المحقق ويس نولان                              | 20 حلقة                                |
| 2018 إلى الوقت الحاضر | حريق شيكاجو                   | الملازم زاك توربيت ، حازمت                    | دور متكرر                              |
| 2019                  | بروكلين ناين-ناين             | يونغ جيو كوستا                                | الحلقة 6.02 " هيتشكوك وسكالي "         |
| 2019-2020             | سلالة حاكمة                   | فليتشر مايرز                                  | 5 حلقات                                |
| 2020                  | عيد الميلاد من أي وقت مضى بعد |                                               | فيلم تلفزيوني                          |
| 2020                  | راتشيد                        | داريو سالفاتور                                | دور الضيف                              |

## روابط خارجية
- دانيال دي توماسو في قاعدة بيانات الأفلام على الإنترنت
- danielditomassoعلى تويتر.